# سون بندر
اسون بندر (آلمانی: Sven Bender؛ زادهٔ ۲۷ آوریل ۱۹۸۹) بازیکن سابق فوتبال اهل آلمان است. او برادر دوقلو لارس بندر دیگر بازیکن سابق فوتبال است.

## خداحافظی از فوتبال
او و برادر دوقلویش، لارس بندر، در انتهای فصل ۲۰۲۱-۲۰۲۰ بازنشستگی خود از فوتبال را اعلام کردند.